# Hudson Leick
Hudson Leick (Cincinnati (Ohio), 9 mei 1969) is een Amerikaans actrice en voormalig fotomodel.

## Biografie
Leick begon op 17-jarige leeftijd als fotomodel en reisde daarvoor naar Europa en Japan. Daarna studeerde ze af van de Neighborhood Playhouse acting school in New York.
Haar carrière als actrice begon in 1992 met een gastrol in CBS Schoolbreak Special. De eerste grote rol kwam er in 1994 met Knight Rider 2010. Ze had ook gastrollen in onder meer Law & Order, Melrose Place, CSI en Nip/Tuck. Haar meest bekende rol was die van Callisto uit Hercules: The Legendary Journeys en Xena: Warrior Princess.

## Trivia
Leick is een yogaleraar die gespecialiseerd is in Kundalini yoga en Hatha yoga. Verder studeerde ze Vipassana meditatietechnieken in Nepal.